# Santo Domingo Ixcatlán
Santo Domingo Ixcatlán là một đô thị thuộc bang Oaxaca, México. Năm 2005, dân số của đô thị này là 1582 người.